# Éditeur XML
Un éditeur XML est un éditeur de langage à balises avec des fonctionnalités ajoutées pour faciliter l'édition XML. Cela peut être fait en texte pur avec un éditeur de texte comme Kate, et le code visible. Des éditeurs XML spécifiques, toutefois, offrent des facilités comme la complétion de mots, des menus et boutons pour les tâches courantes lors de l'édition XML, et qui sont basées sur les données fournies avec le DTD. On peut citer par exemple XMLSpy, Editix, ou XML Copy Editor (sous licence GPL).
Il existe aussi des éditeurs XML graphiques qui cachent le code en arrière-plan et présentent le contenu à l'utilisateur dans un format plus lisible, proche de la version qui doit être affichée à la fin. Cela est utilisé pour ceux qui ne sont pas familiarisés avec le code XML, et leur permet d'entrer des données dans un document sans avoir à prendre en compte les détails de sa syntaxe.
On les appelle éditeurs WYSIWYG, mais ils ne le sont pas tous. Ou WYSIWYM (What you see is what you mean).

## Éditeurs textuels
Ces éditeurs utilisent la coloration syntaxique pour mettre en relief les balises par rapport au texte contenu.
L'avantage de l'éditeur textuel est de voir comment l'information sera stockée dans le fichier. Le fichier peut aussi être édité sans que l'on ne dispose de Schéma. 
Ce type d'éditeur est généralement capable de travailler avec les Schémas afin de proposer des assistants à la frappe.

### Exemples
- Editix (avec assistant) (payant, essai gratuit 30 jours)
- Notepad++ (sans assistant) (gratuit, mais peu de fonctionnalités xml)
- Notepad2 (sans assistant) (gratuit, coloration syntaxique)
- oXygen XML Editor (payant, essai gratuit 30 jours)
- XML Copy Editor (avec assistant) (gratuit, beaucoup de fonctionnalités xml)
- XMLmind XML Editor (gratuit ou payant selon versions, nombreuses fonctionnalités xml)
- XMLSpy (avec assistant) (payant, beaucoup de fonctionnalités xml)
- XML Notepad (produit Microsoft gratuit, lent mais pas mal de fonctionnalités XML)